# Пелуго
Пелуго (итал. Pelugo) — коммуна в Италии, располагается в провинции Тренто области Трентино-Альто-Адидже.
Население составляет 385 человек (2008 г.), плотность населения составляет 17 чел./км². Занимает площадь 22 км². Почтовый индекс — 38079. Телефонный код — 0465.
Покровителем коммуны почитается святой Зенон Веронский, празднование в последнее воскресение июля. См. также Sagra dell’Angelo.

## Демография
Динамика населения:

## Администрация коммуны
- Официальный сайт:

## Достопримечательности
Часовня русских, возведённая в Доломитовых Альпах на высоте порядка 2450 метров в 1917 году во время Первой мировой войны русские и сербскими военнопленными.